# Campus Tower
Der Campus Tower ist ein Hochhaus in der Bürostadt Niederrad in Frankfurt am Main. Mit seinen 18 Stockwerken ist es 80 Meter hoch und gehört somit zu den höchsten Gebäuden der Bürostadt Niederrad. Das Gebäude war ursprünglich als Hertie-Zentrale bekannt. Nach einem kompletten Neuausbau des Gebäudes wurde es im April 2001 Sitz der Firma Colt Technology Services in Deutschland, und seit 2015 ist es auch der europäische Hauptsitz von Nintendo. Im Dezember 2001 übernahm die SEB Asset Management das Gebäude und gliederte es in den offenen Immobilienfonds „SEB ImmoInvest“ ein.

## Gebäude
Das Gebäude wurde 1969 fertiggestellt. Im Jahr 2001 ist es komplett saniert worden. Dabei wurde die Fassadenverkleidung mit Gussaluminiumplatten erhalten. Diese wurden lediglich gereinigt und an einigen Stellen ergänzt. Im Innenausbau ist es nach kompletter Entkernung und Neuorganisation mit Edelstahl, Naturstein und Naturholz versehen worden. Auch die Fenster sind durch moderne ersetzt worden. Für den Erhalt der ursprünglichen Fassade hat das Gebäude eine Anerkennung im Rahmen der Auszeichnung „Vorbildliche Bauten im Land Hessen 2005“ der Architekten- und Stadtplanerkammer Hessen erhalten. Das Gebäude bietet 16 als Büroraum nutzbare Etagen. Im Erdgeschoss befindet sich neben einer Cafeteria auch das Foyer, welches in diesem Bereich auch die 1. Etage einnimmt. Im oberen Bereich der Fassade war bis Oktober 2008 auf drei Seiten das Logo der Firma Colt angebracht.